# Joelson Fernandes
Joelson Augusto Mendes Mango Fernandes (Bissau, 28 februari 2003) is een Portugees-Guinee-Bissaus voetballer die doorgaans speelt als vleugelspeler. In juli 2023 verruilde hij Sporting CP voor Hatayspor. Hij is een broer van voetballer van Saná Fernandes en een neef van voetballer Roger Fernandes.

## Clubcarrière
Fernandes werd geboren in Guinee-Bissau en zijn gezin verhuisde naar Portugal toen hij elf was. Hier kwam hij in de jeugdopleiding van Sporting CP te spelen. Bij deze club maakte hij zijn debuut op 1 juli 2020. Op die dag werd thuis gespeeld tegen Gil Vicente. Wendel en Gonzalo Plata scoorden namens Sporting, waarna Rúben Ribeiro namens Gil Vicente nog wat terugdeed vanaf de strafschopstip. Fernandes begon op de reservebank en mocht van coach Rúben Amorim in de blessuretijd invallen voor Andraž Šporar. Met zijn invalbeurt werd hij de jongste speler in de clubgeschiedenis. Dat record was tot dan toe in handen van Cristiano Ronaldo. In de zomer van 2021 werd Fernandes voor twee seizoenen gehuurd door FC Basel, dat tevens een optie tot koop verkreeg op de vleugelaanvaller. Na één seizoen besloot Basel echter een punt te zetten achter de verhuurperiode en Fernandes keerde terug naar Sporting. Na zijn terugkeer speelde Fernandes alleen in het tweede elftal, waarna hij transfervrij verkaste naar Hatayspor, waar hij voor drie seizoenen tekende.

## Clubstatistieken
| Seizoen | Club        | Competitie    | Competitie | Competitie | Beker | Beker | Internationaal | Internationaal | Totaal | Totaal |
| Seizoen | Club        | Competitie    | Wed.       | Dlp.       | Wed.  | Dlp.  | Wed.           | Dlp.           | Wed.   | Dlp.   |
| ------- | ----------- | ------------- | ---------- | ---------- | ----- | ----- | -------------- | -------------- | ------ | ------ |
| 2019/20 | Sporting CP | Primeira Liga | 4          | 0          | 0     | 0     | 0              | 0              | 4      | 0      |
| 2020/21 | Sporting CP | Primeira Liga | 0          | 0          | 0     | 0     | 0              | 0              | 0      | 0      |
| 2021/22 | → FC Basel  | Super League  | 18         | 0          | 2     | 0     | 2              | 0              | 22     | 0      |
| 2022/23 | Sporting CP | Primeira Liga | 0          | 0          | 0     | 0     | 0              | 0              | 0      | 0      |
| 2023/24 | Hatayspor   | Süper Lig     | 31         | 0          | 4     | 0     | —              | —              | 35     | 0      |
| 2024/25 | Hatayspor   | Süper Lig     | 12         | 2          | 1     | 0     | —              | —              | 13     | 2      |
| Totaal  | Totaal      | Totaal        | 65         | 2          | 7     | 0     | 2              | 0              | 74     | 2      |

Bijgewerkt op 28 november 2024.